# Радлін (Великопольське воєводство)
Радлін (пол. Radlin, нім. Radlin) — село в Польщі, у гміні Яроцин Яроцинського повіту Великопольського воєводства.
Населення — 618 осіб (2011).
У 1975-1998 роках село належало до Каліського воєводства.

## Демографія
Демографічна структура станом на 31 березня 2011 року:
|          | Загалом | Допрацездатний вік | Працездатний вік | Постпрацездатний вік |
| -------- | ------- | ------------------ | ---------------- | -------------------- |
| Чоловіки | 287     | 62                 | 194              | 31                   |
| Жінки    | 331     | 80                 | 182              | 69                   |
| Разом    | 618     | 142                | 376              | 100                  |